# Agancs

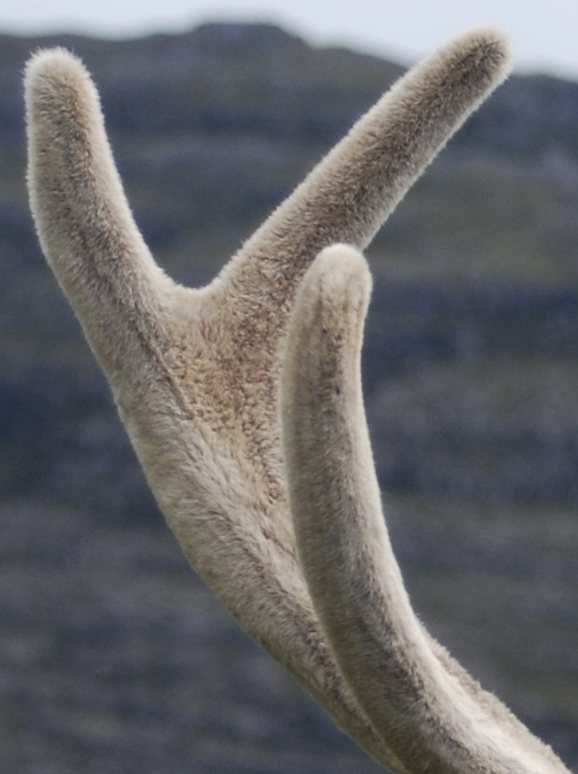
A fejlődő agancsot vérerekben gazdag bőr, úgynevezett barka vagy háncs borítja

Az agancs fajtól függően kisebb vagy nagyobb, rendszerint elágazódó, páros csontos képződmény, amely a szarvasfélék hímjeinek (bak, bika) fejét díszíti (nemi kétalakúság). A nőstényeknek (suta, tehén) nincs agancsuk, de ritkán nekik is nőhet jobbára csökevényes agancsuk. Ilyenkor a nőivarú egyed terméketlen (steril). Csak a rénszarvas teheneknek van agancsa, de ezek is kisebbek a bikákénál. A rénszarvas agancsának növekedését azonban nem a tesztoszteron (hím nemihormon), hanem egy hasonló szerkezetű mellékvesekéreg-hormon szabályozza.

## Az agancs jellege
Az agancs másodlagos nemi jelleg, mely a hím egyed ivarérése folyamán alakul ki. Az agancsnak többféle szerepet is tulajdonítanak, melyek közül legfontosabb a szaporodási partnerekért folytatott vetélkedésben betöltött szerepe. Az újabb kutatások eredményei több szarvasfélénél is bizonyították, hogy az agancs nagysága megbízható információkat szolgáltat a nőivarú egyedek számára az agancs tulajdonosának egészségéről, termékenyítő képességéről, és sikerességéről
Az agancs az úgynevezett agancstőből vagy rózsatőből indul ki. Az agancstő és az agancs érintkezését a vadásznyelvben koszorú vagy rózsa névvel illetik. A fejlődő agancsot vérerekben és idegekben gazdag bársonyos szőrrel borított bőr, úgynevezett barka vagy háncs borítja, ez látja el a növekvő agancsot oxigénnel, ásványi és tápanyagokkal. Miután az agancs növekedése befejeződött, a szarvas ledörzsöli a háncsot róla, amit az agancs tisztításának neveznek. Az agancs nem holt csont – az agancs és a bika között élő kapcsolat van, mely csak az agancs levetésekor szűnik meg. Az agancs elvetésének ideje fajonként változik. Az őznél ez ősszel, a gímszarvasnál tavasszal történik. 
Az agancs és a szarv közötti fontos különbség, hogy az agancsot a szarvasfélék hímjei minden évben a levetést követően újra növesztik. Az új agancs növekedése az előző agancs levetését követően megindul. A tülkösszarvúak szarvai ezzel szemben az egész élet folyamán növekszenek.

## Az agancs és a hallás
George és Peter Bubenik vadbiológusok szerint az agancs segítheti a szarvast a jó hallásban. Eredményeik szerint az aganccsal rendelkező jávorszarvasok jobban hallanak, mint az agancs nélküli állatok. A tudósok egy kísérlet során ezt egy agancs és egy mesterséges fül segítségével vizsgálták. A kísérlet során bebizonyították, hogy az agancs parabolaantennaként működik.

## Az agancs felhasználása
A keleti kultúrákban az agancsot és a barkát a hagyományos orvoslásban roboráló szerként és/vagy afrodiziákumként használják. Manapság a levedlett agancs engedély nélküli eltulajdonítása természetkárosításnak minősül. 

## Rendellenességek
Mint minden biológia szervezetnél, az agancsoknál is előfordulhatnak különböző szokásostól eltérő formák. A legjellemzőbb, de ritka agancsrendellenesség a „parókás őzbak”, amikor a bak szervezete általában a here sérülése vagy rendellenes működése miatt nem termel elég tesztoszteront és ennek hatására az állat nem veti le minden évben az agancsát, hanem annak helyén egy szabálytalanul burjánzó csontos massza alakul ki, ez az ún. paróka. Az ilyen őzbak a sérülékenyebb „parókájával” nem tudja megvédeni magát, ezért az ilyen állatokat kíméletből ki szokták lőni a vadászok. Fejsérülés hatására is előfordulhat rendellenes forma: 2014 novemberében Szlovéniában lőttek ki egy egyszarvú szarvast, melynek feltehetően egy sérülés miatt egyesültek az agancsai, amelyből egy zömök, nem túl hosszú központi agancs lett.

## Különböző alakú agancsok

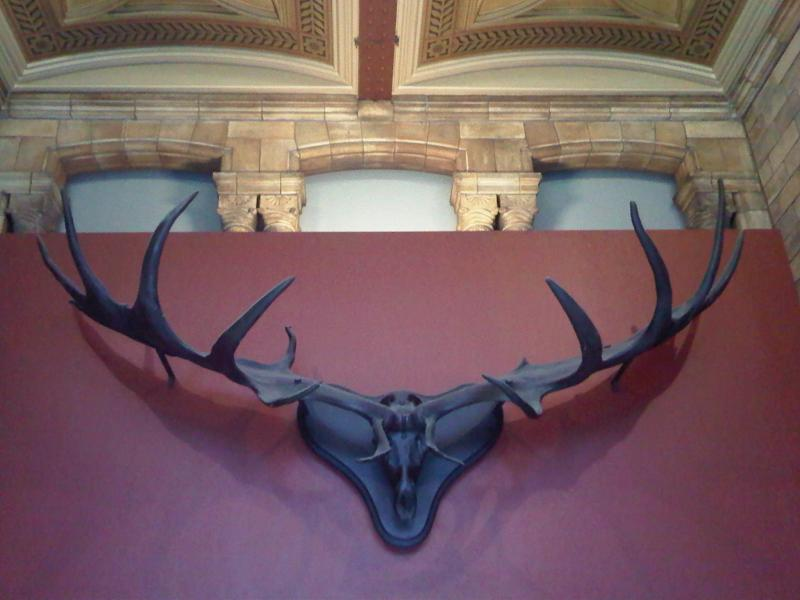
Óriásszarvas
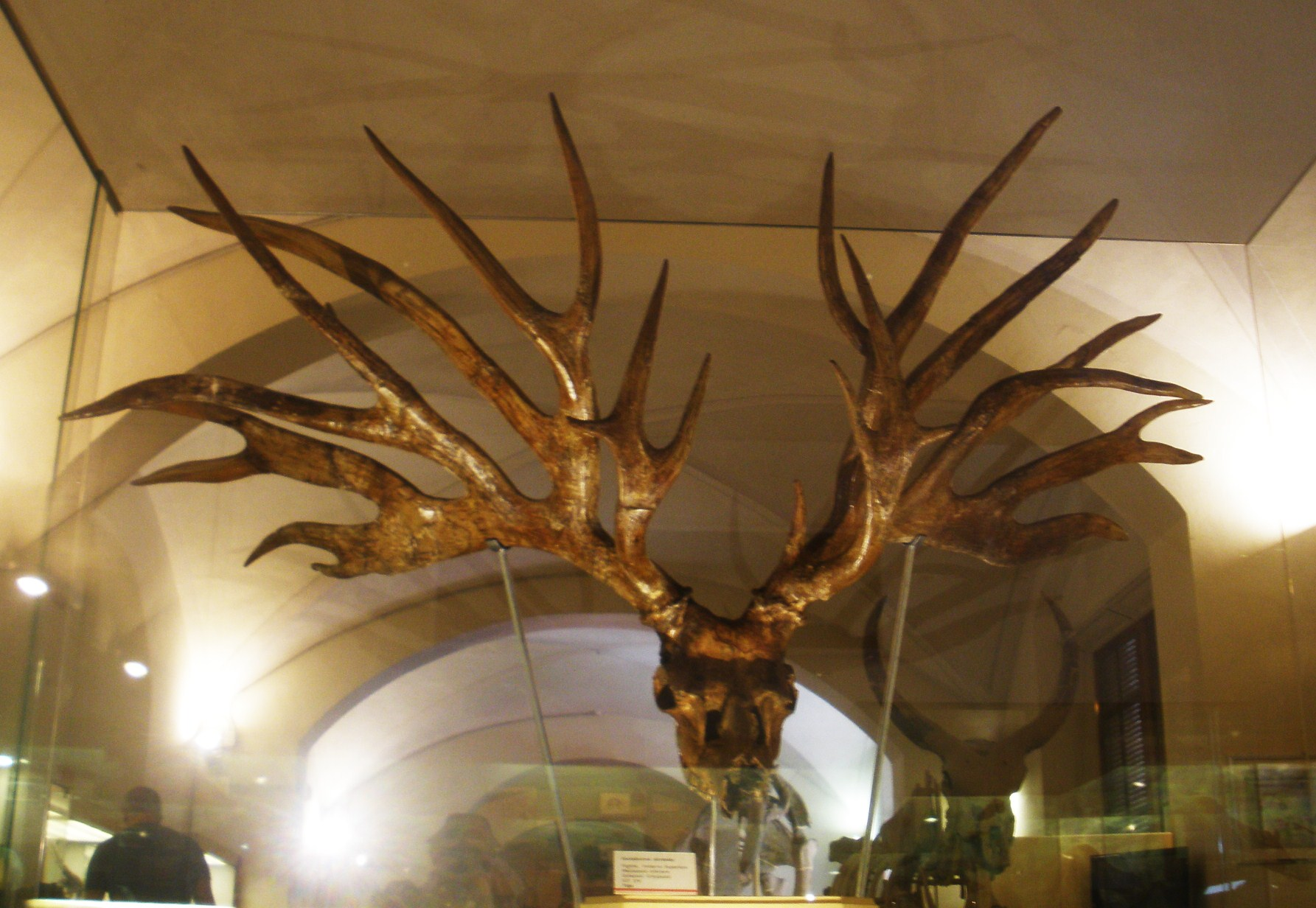
Az Eucladoceros dicranios széles agancsa
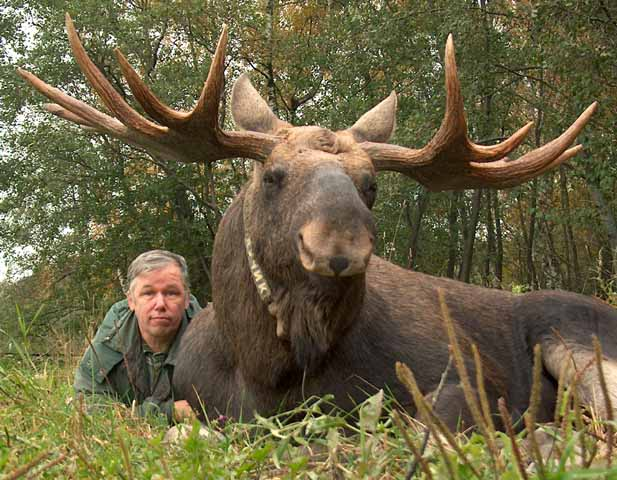
Jávorszarvas
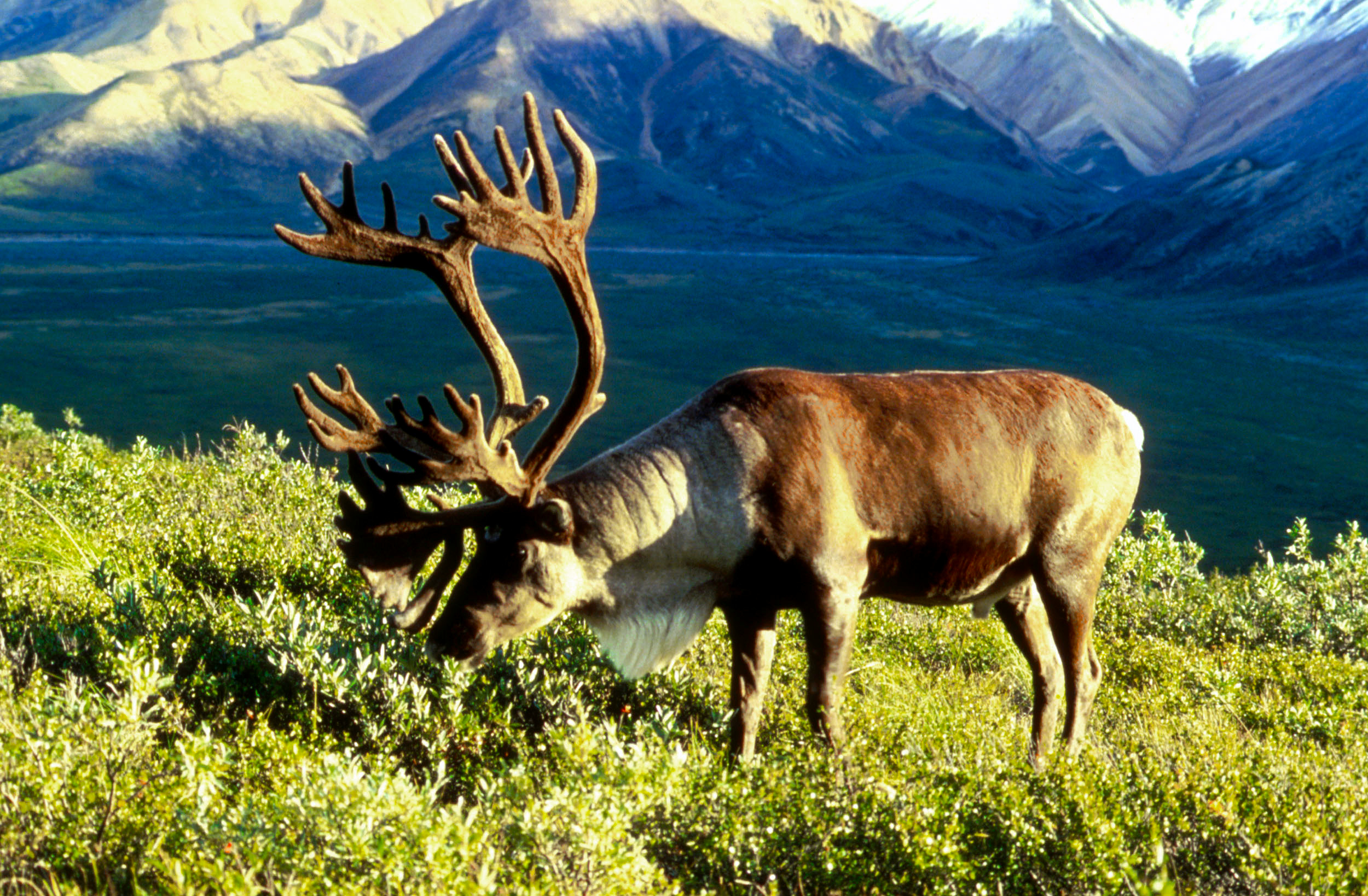
Rénszarvas
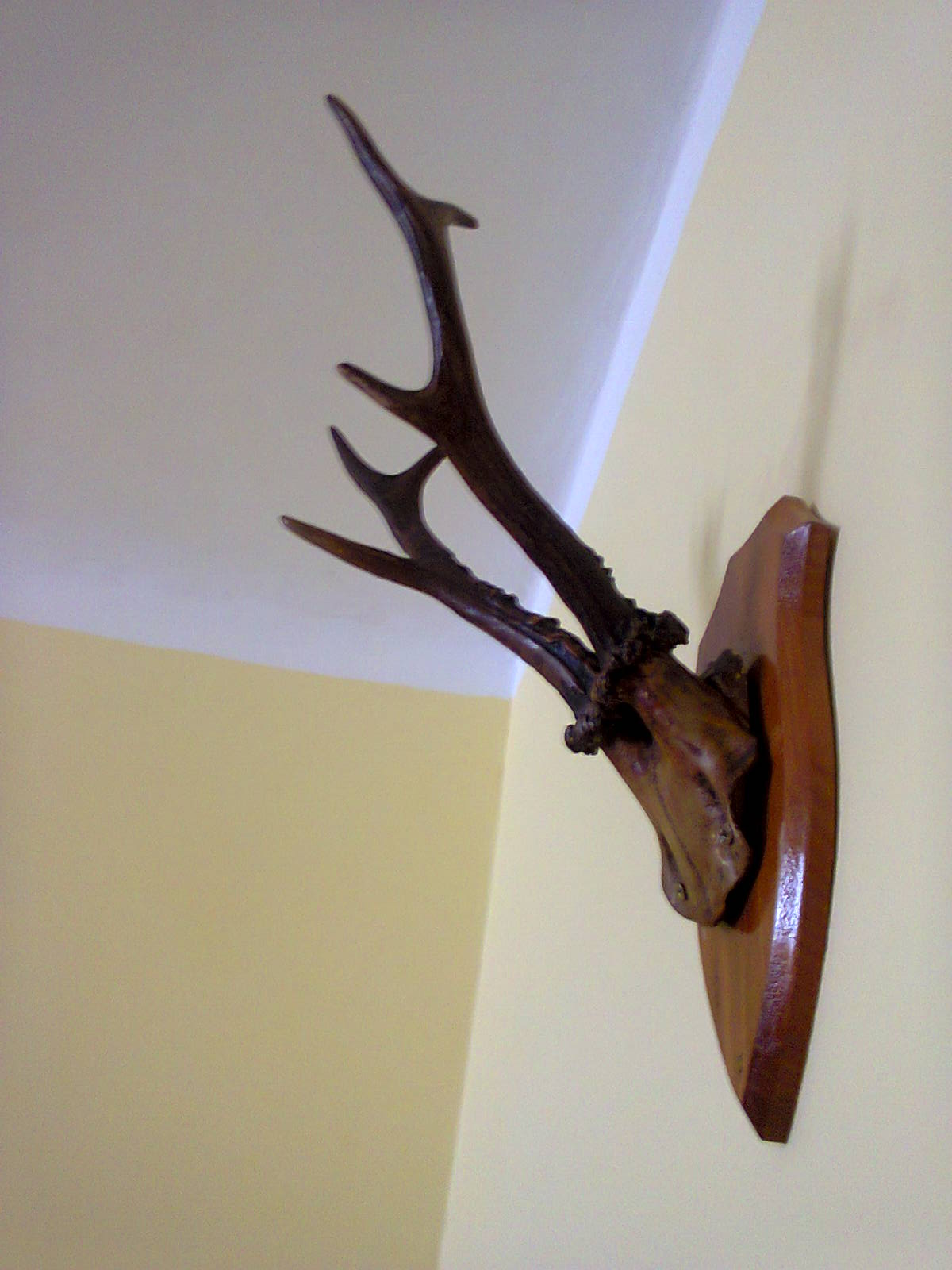
Európai őz
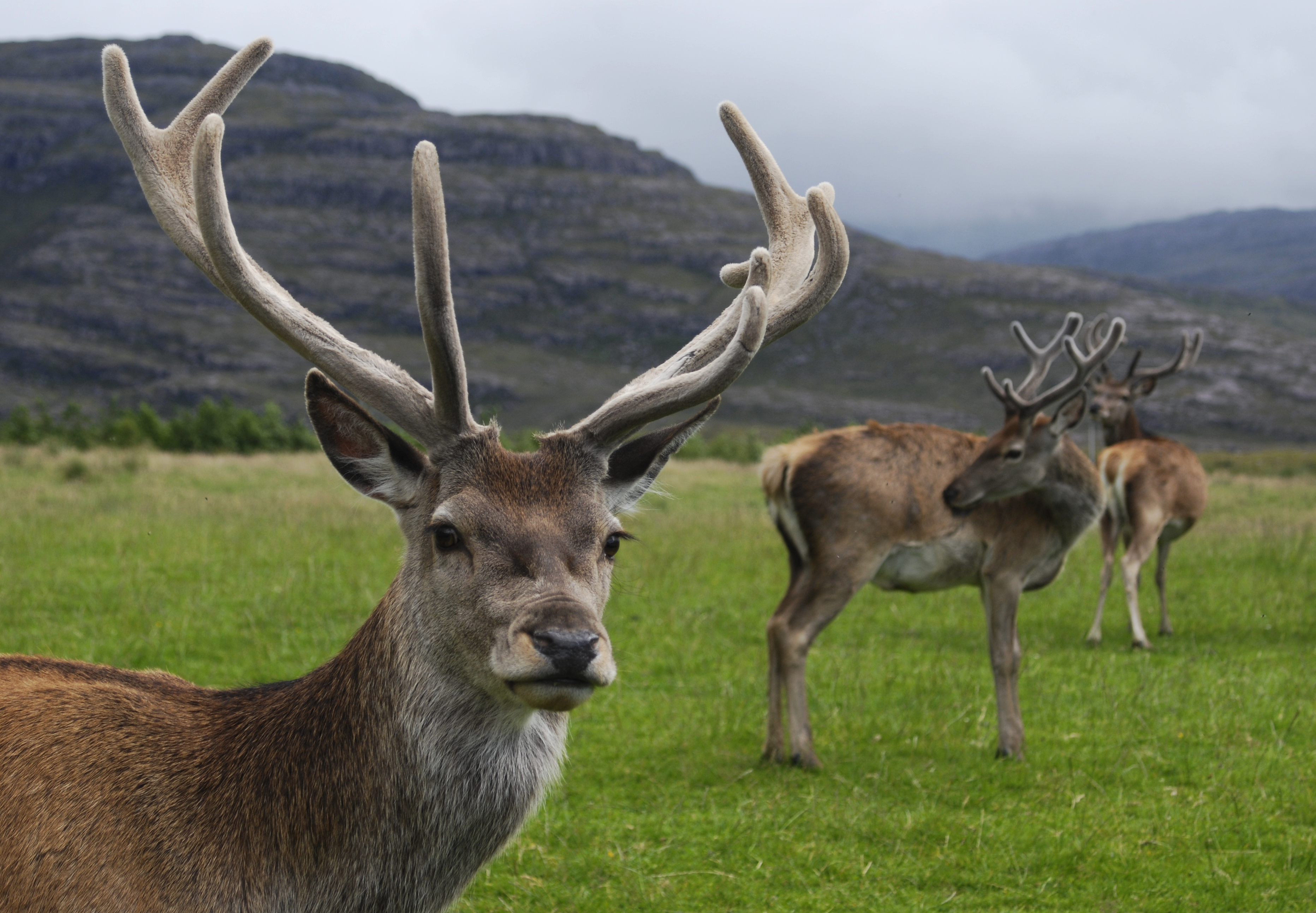
Gímszarvas
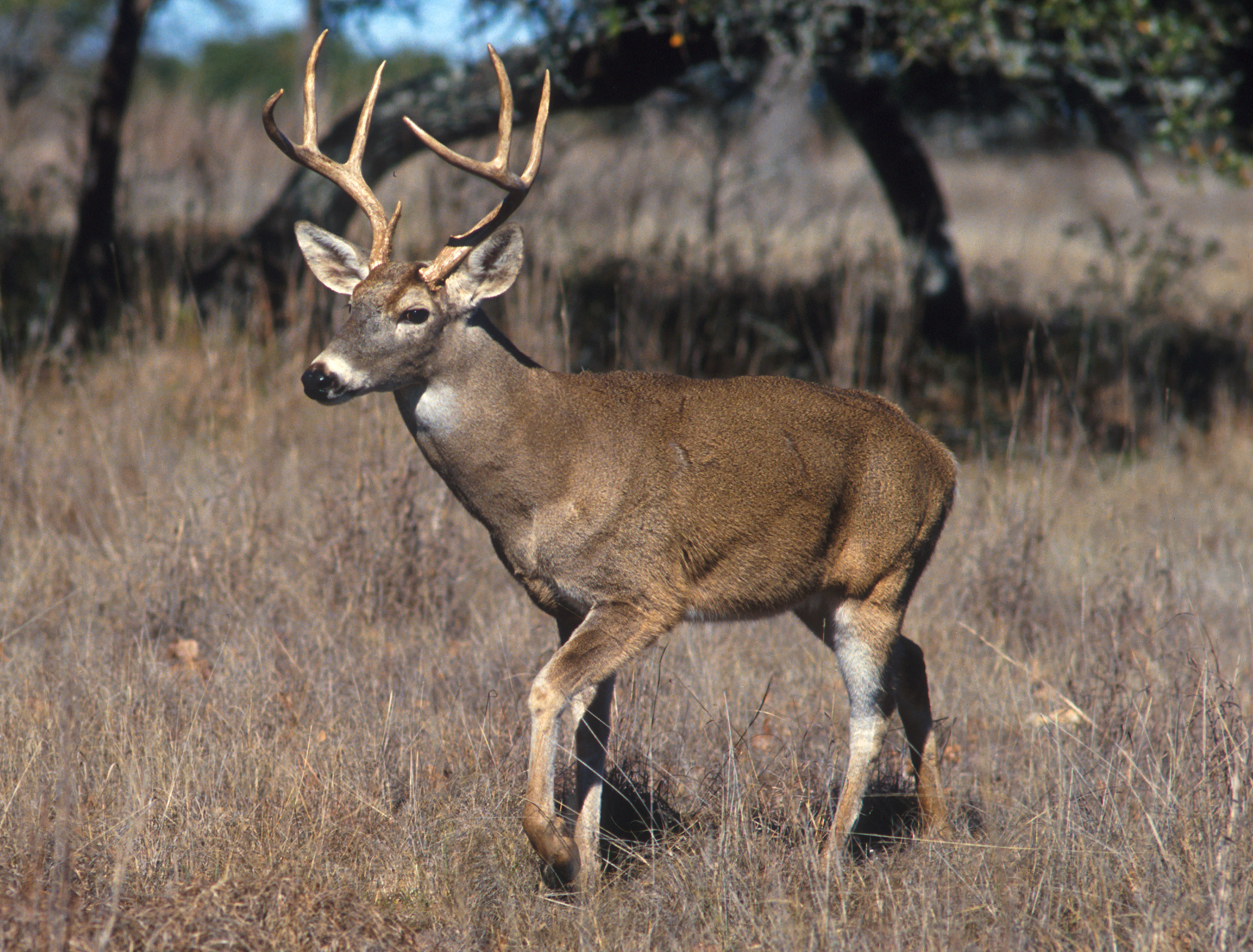
Fehérfarkú szarvas
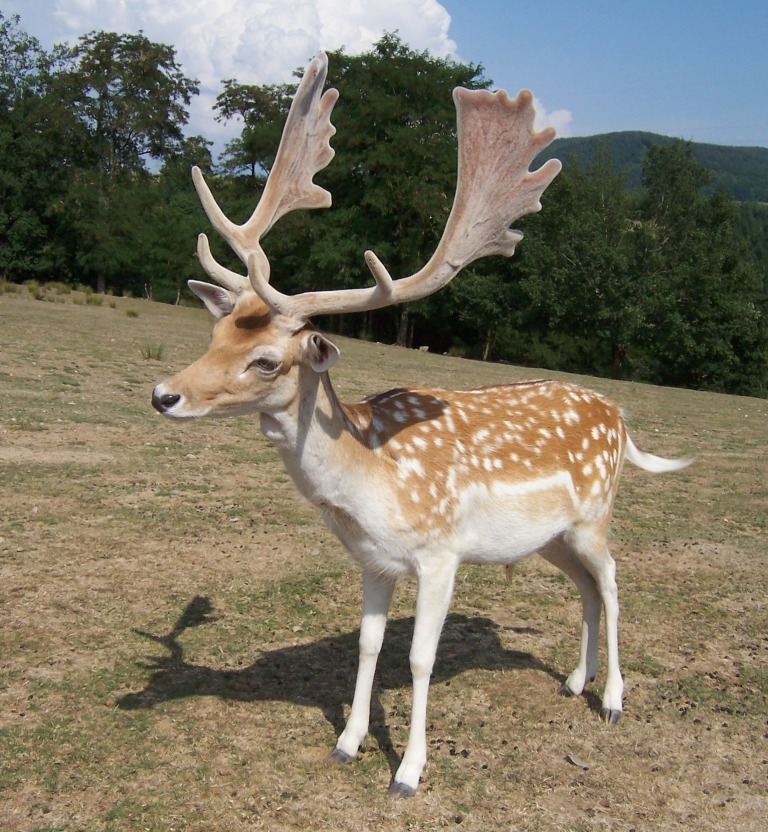
Európai dámvad
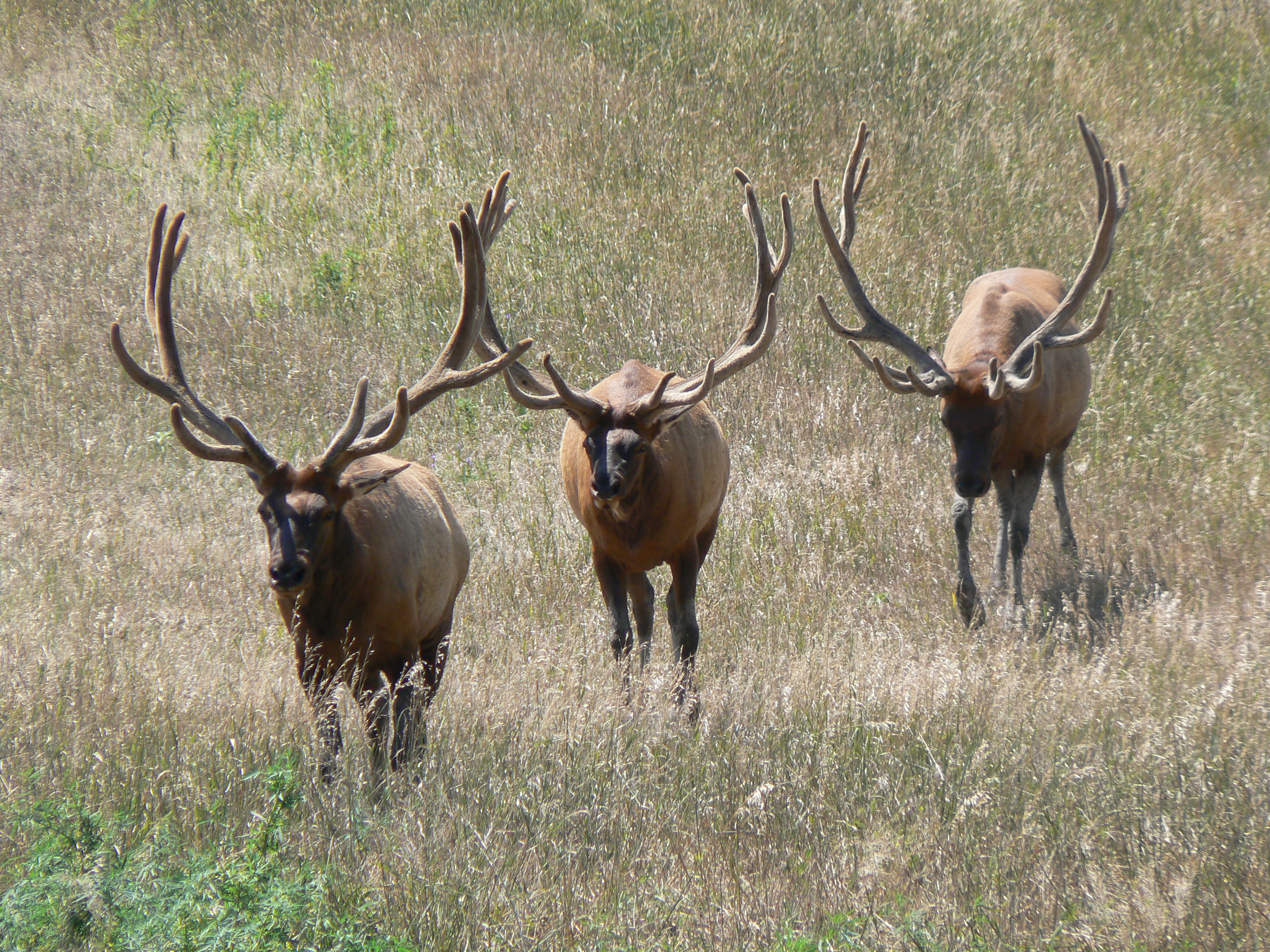
Vapiti
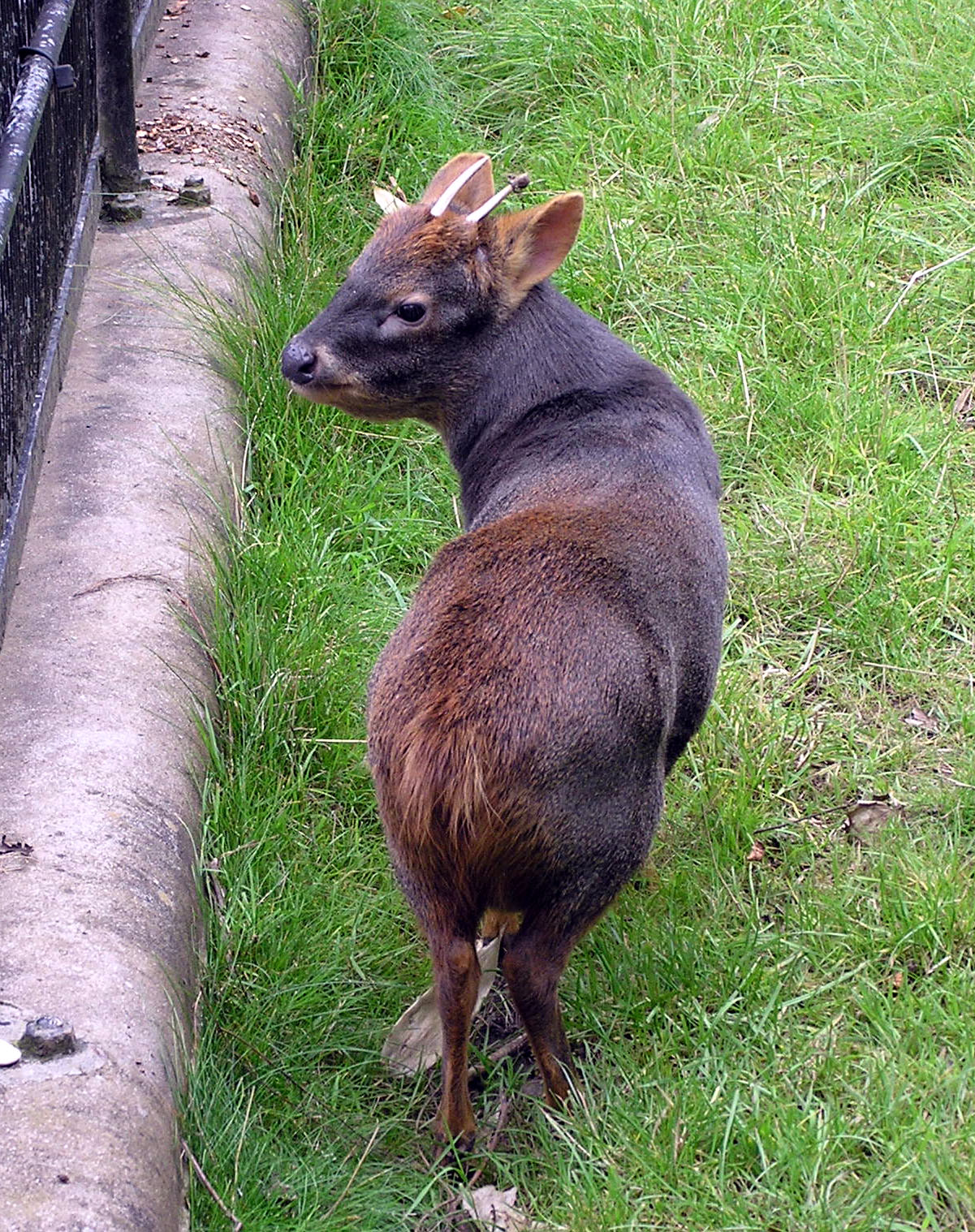
Déli törpeszarvas
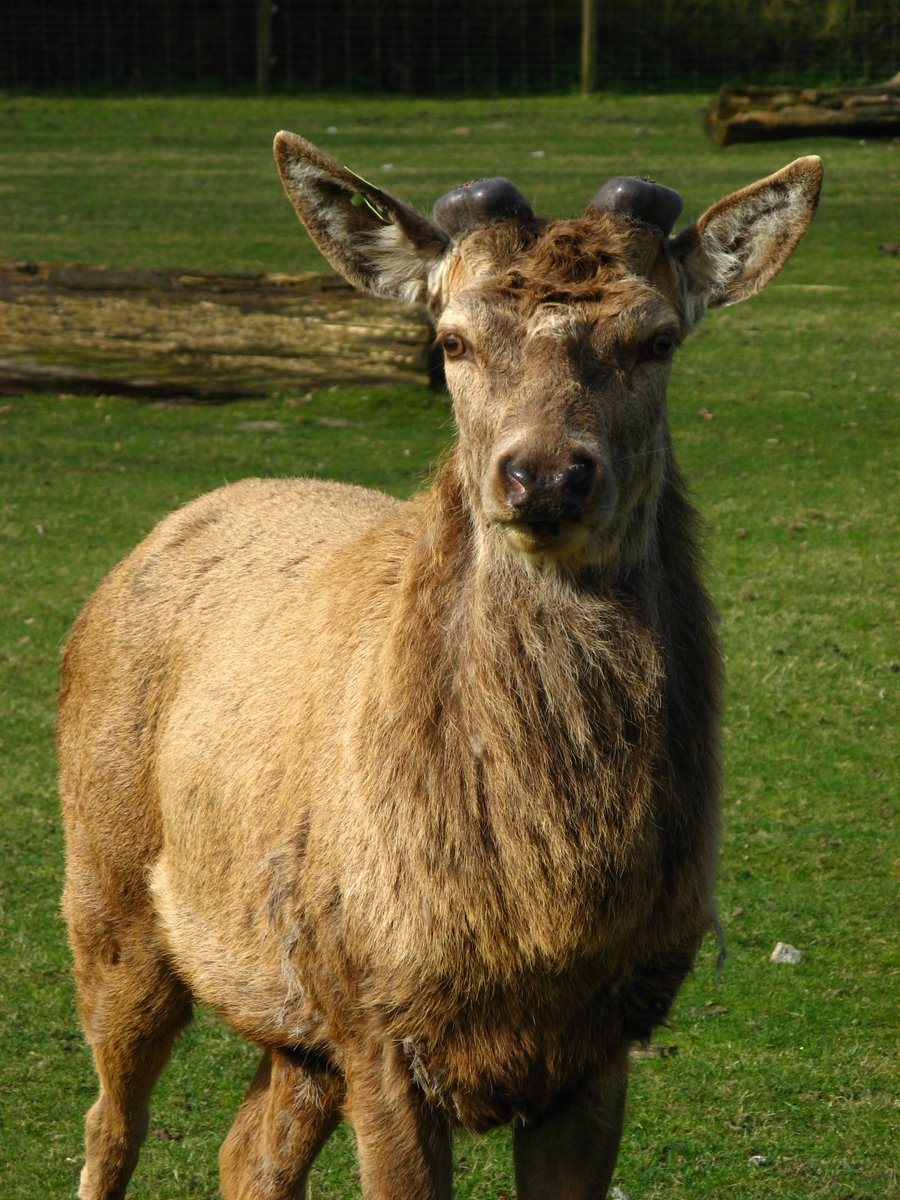
A növekedés elején levő agancsok
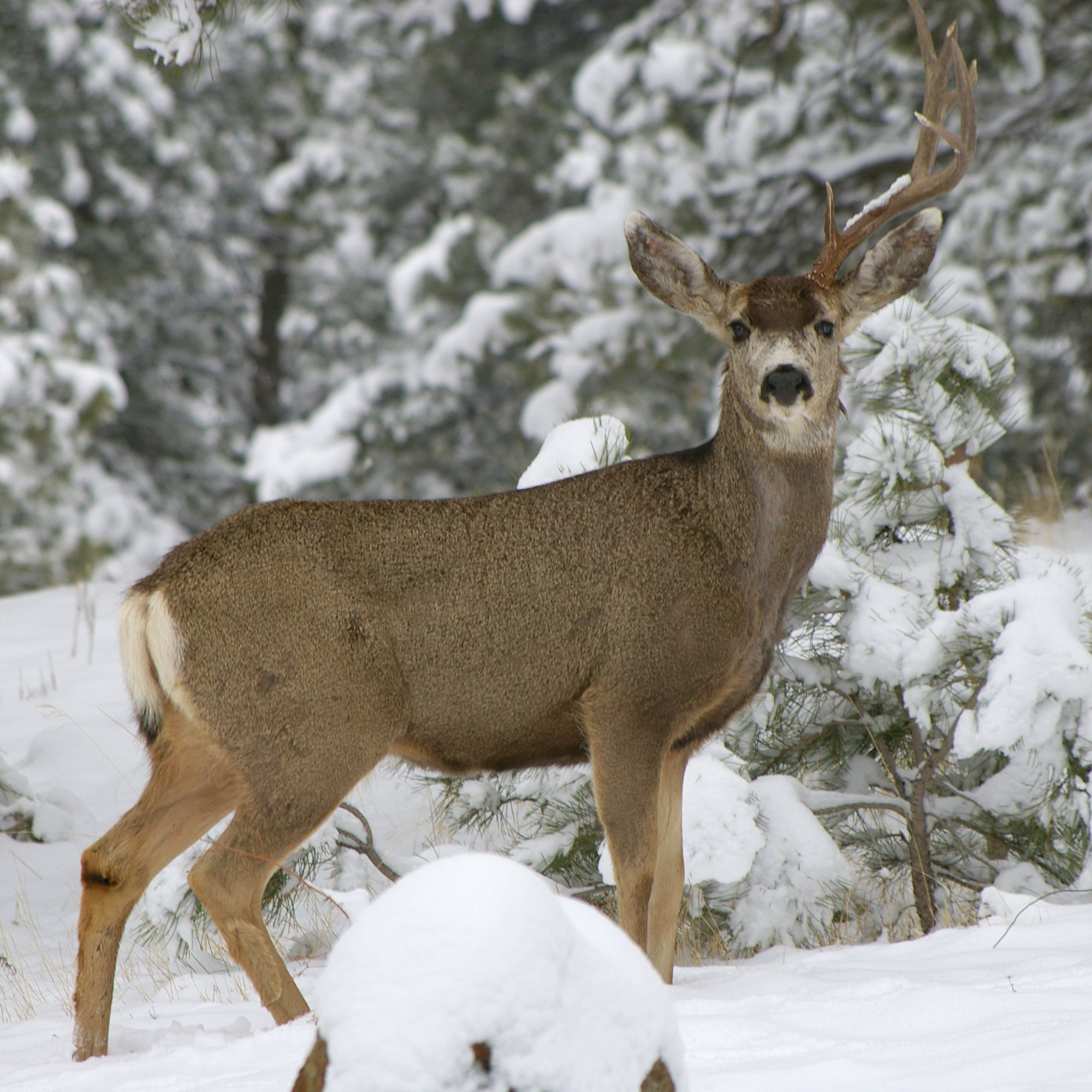
Hiányos agancsú öszvérszarvas
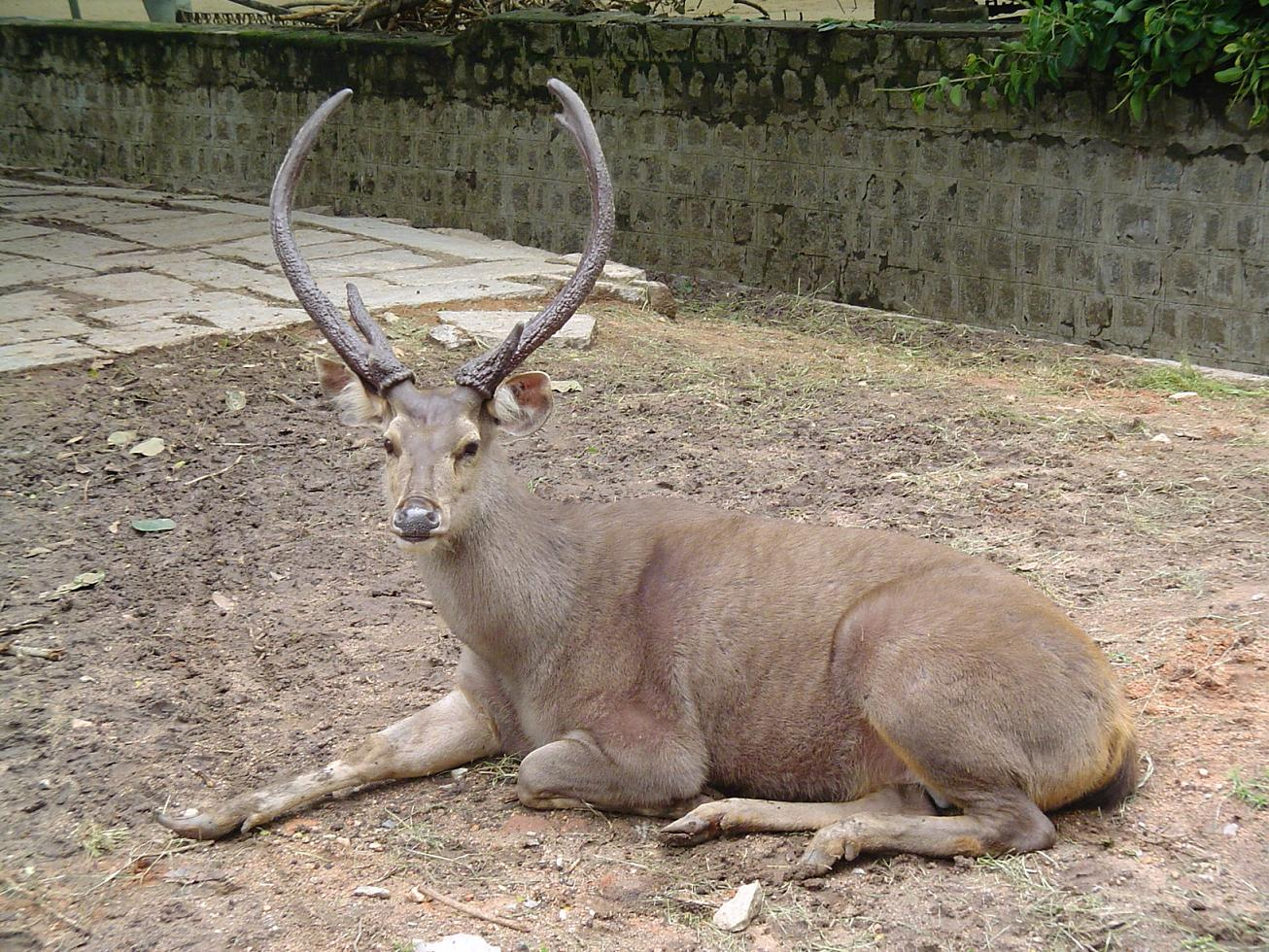
Számbárszarvas vastag, elagazó főágakkal